# Unionville (condado de Chester)
Unionville es un área no incorporada ubicada en el condado de Chester en el estado estadounidense de Pensilvania. Unionville se encuentra ubicada en el municipio de East Marlborough. 

## Geografía
Unionville se encuentra ubicada en las coordenadas 39°53′43″N 75°44′04″O / 39.89528, -75.73444.